# هالیوود نو

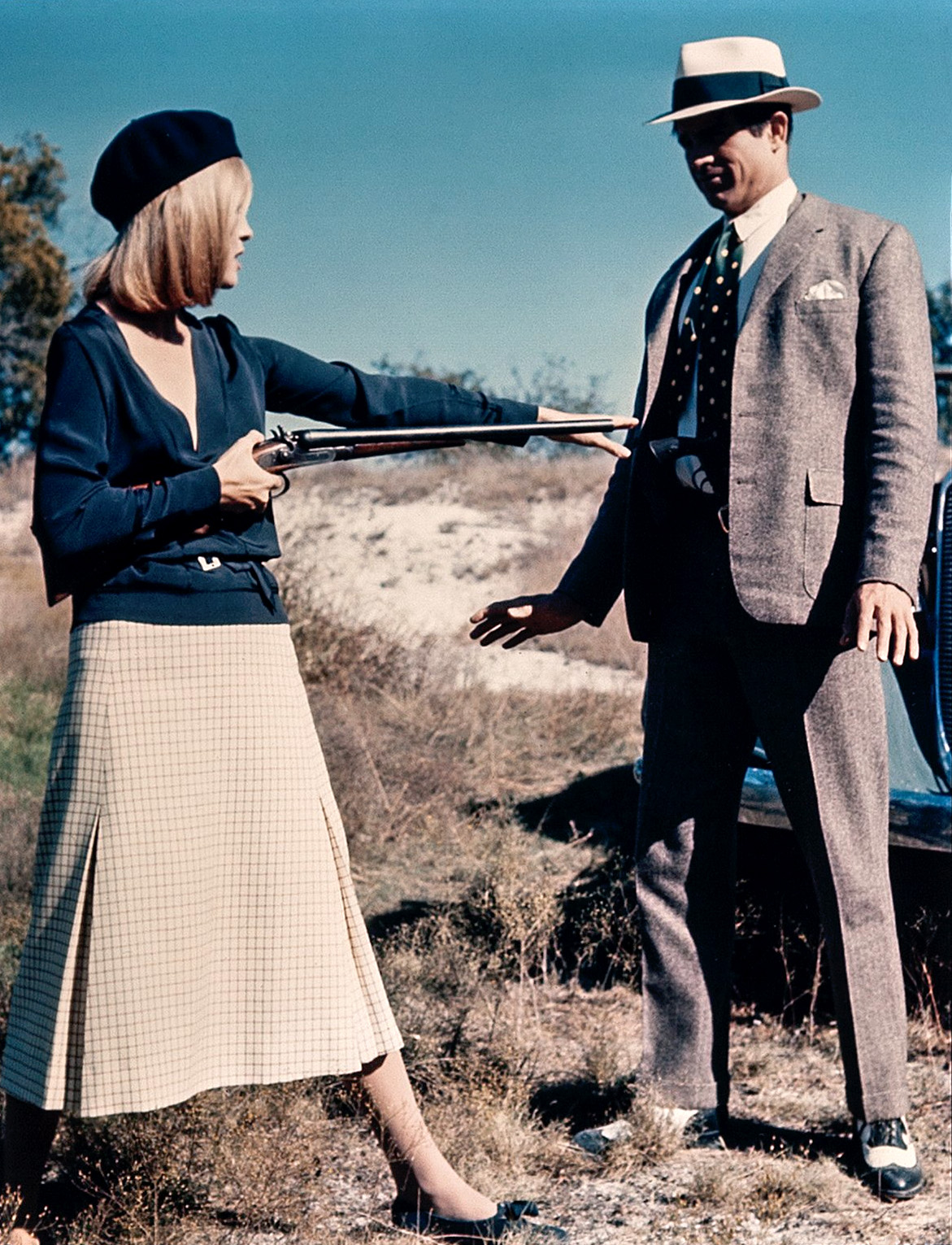
نمایی از بانی و کلاید ساخته آرتور پن

هالیوود نو (به انگلیسی: New Hollywood) دوره‌ای در سینمای هالیوود است که از اواخر دهه شصت و با فیلم‌هایی چون بانی و کلاید ساخته آرتور پن، ایزی رایدر ساخته دنیس هاپر و فارغ‌التحصیل ساخته مایک نیکولز آغاز شد. نام دیگر این جنبش سینمای پساکلاسیک است و این مسئله اشاره به فرار این سینما از قوانین سینمای کلاسیک دارد. در اصل فیلمسازان پساکلاسیک دست به دگرگون کردن ساختار سینمای آمریکا از راه شالوده شکنی قراردادها کردند. آن‌ها تعداد زیادی فرم‌های نوی سینمایی را وارد سینمای آمریکا کردند. در آغاز این فیلسمازان به شدت تحت تأثیر اروپایی‌ها خاصه موج نوی فرانسه بودند، ولی در ادامه حتی پای را فراتر نهادند و شکل‌ها و فرم‌های بدیعی را در سینمای آمریکا پدید آوردند. مضمون فیلم‌های این فیلمسازان نیز معمولاً انتقادی و سازش‌ناپذیر است. 

## فیلمسازان شاخص
- آرتور پن
- سام پکین پا
- دنیس هاپر
- مایک نیکولز
- برایان دی پالما
- مارتین اسکورسیزی
- استنلی کوبریک
- فرانسیس فورد کوپولا
- استیون اسپیلبرگ
- ویلیام فریدکین
- جرج لوکاس
- ترنس مالیک
- هال اشبی
- پل شرایدر